# Валеев, Дамир Жаватович
Дами́р Жава́тович Вале́ев (баш. Дамир Жәүәт улы Вәлиев, 2 января 1940, д. Итбаево, Аргаяшский район, Челябинская область — 28 мая 2002, Уфа) — советский и российский философ и культуролог, специалист по этике. Доктор философских наук, профессор.

## Биография
С 1955 по 1959 годы учился в Челябинском энерго-механическом техникуме. В 1959—1960 годах служил в Советской армии.
После армии работал в 1960—1963 годах на Аргаяшской ТЭЦ, Челябинском заводе им. С.Орджоникидзе и в челябинском филиале Всесоюзного теплотехнического института.
В 1961 году поступил на заочное отделение Уфимского филиала Всесоюзного заочного юридического института. Затем продолжил обучение очно (1963—1965) в Свердловском юридическом институте. После окончания института в 1966—1967 годах работал инструктором Башкирского обкома ВЛКСМ.
В 1967—1970 гг. учился в аспирантуре Уральского государственного университета и защитил диссертацию на тему «Проблема императивности в этике» (1970). После защиты кандидатской в 1970—1972 годах работал преподавателем Уфимского факультета Свердловского юридического института.
С 1972 года работал в Башкирском государственном университете (ныне Уфимский университет науки и технологий): в 1985—1986 гг. — заведующий кафедрой теории и истории государства и права, с 1986 года — заведующий кафедрой этики, эстетики и культурологии и одновременно (1986—1987) декан исторического факультета БашГУ (ныне Уфимский университет науки и технологий).
В 1984 году защитил докторскую диссертацию по теме: «Происхождение морали как социального явления». С 1987 года профессор.
В 1989 году являлся членом правления Башкирского национального центра «Урал».
В 1993 году — член рабочей группы по выработке текста Конституции Российской Федерации.
С 1994 по 1995 года — член Президентского совета Республики Башкортостан.
С 1995 года — член бюро исполкома Всемирного курултая башкир.
С 1997 года возглавлял Отдел философии в Институте социально-экономических исследований УНЦ РАН.
Похоронен в деревне Новая Соболева Челябинской области.

## Звания
- Доктор философских наук (1984).
- Академик Академии социальных наук РФ (1994).
- чл.-корр. АН РБ (1991).
- Заслуженный деятель науки Башкирской АССР (1990).

## Память
- В деревне Ново-Соболево Аргаяшского района Челябинской области на здании средней школы установлена мемориальная доска.
- Средняя школа деревни Ново-Соболево Аргаяшского района Челябинской области носит его имя.

## Труды

### На башкирском языке
- Духовное наследие аргаяшских башкир: народные песни, мифы, легенды. — Уфа: Ѓилем, 1996. — 76 с.
- Инан А. Шаманизм в истории и сегодня. Уфа: Китап, 1998. — 240 с. Соавт. Пер. Гилязетдинов Р. А.

### На русском языке
- Введение в этику. Уфа, 1999.
- Взаимосвязь биологического и социального в формировании морали. (Период первобытного человеческого стада) // Диалектика и методология современной науки. Уфа, 1979.
- Духовное наследие аргаяшских башкир. Уфа, 1996.
- История башкирской философской и общественно-политической мысли. Основные тенденции развития. Уфа, 2001.
- Категории этики и проблема императивности // Проблемы категорий марксистско-ленинской этики. Новосибирск, 1969.
- Место национального суверенитета в механизме функционирования федеративных отношений в многонациональном государстве // Ресурсы мобилизованной этничности. М., 1997.
- Мораль как важнейшая сущностная сила человека // Мораль и этика. Мораль в социалистическом обществе. М., 1989.
- Национальный суверенитет и национальное возрождение. Уфа, 1994.
- Нравственная культура башкирского народа: прошлое и настоящее. Уфа, 1989.
- Очерки истории общественной мысли Башкортостана. Уфа, 1995.
- Потенциал морали. Уфа, 1999.
- Происхождение морали. Саратов, 1981.
- Путь к истине. Уфа, 2007.
- Суверенная республика как правовое государство. — Уфа, Гилем, 1998. — 144 с.
- Судьба аргаяшских башкир: история и современность. — Уфа, Гилем, 2002. — 156 с.
- Судьба и наследие башкирских ученых-эмигрантов. Уфа, 1995.
- Философские идеи в башкирской культуре // Ватандаш. № 6, 7. Уфа, 1995.